# Europese kampioenschappen indooratletiek 2023 – Kogelstoten vrouwen
Bij het kogelstoten voor vrouwen tijdens de Europese indoorkampioenschappen van 2023 vond de kwalificatie plaats op 2 maart en op 3 maart de finale. Plaats van handeling was de shorttrackbaan van Ataköy Arena in Istanbul in Turkije. Het was de vijfendertigste keer dat dit onderdeel op het programma stond.
De Portugese Auriol Dongmo won met een afstand van 19,76 m de finale, voor de Duitse Sara Gambetta en de Zweedse Fanny Roos.

## Records
Voorafgaand aan het toernooi onderstaand het wereldrecord, Europees record, kampioenschapsrecord en de beste wereld- en Europese jaarprestaties.
| Wereldrecord         | Helena Fibingerová  | 22,50 m | Jablonec    | 19 februari 1977 |
| Europees record      | Helena Fibingerová  | 22,50 m | Jablonec    | 19 februari 1977 |
| Kampioenschapsrecord | Helena Fibingerová  | 22,50 m | Jablonec    | 19 februari 1977 |
| WL                   | Chase Ealey         | 20,03 m | New York    | 11 februari 2023 |
| EL                   | Jorinde van Klinken | 19,57 m | Albuquerque | 11 februari 2023 |

## Resultaten

### Kwalificatieronde
Kwalificatieregels: behalen van de kwalificatiestandaard van 18,50 m (Q), of deel uitmaken van de 8 best presterende atleten (q).
| Rang | Naam               | Land      | #1    | #2    | #3    | Resultaat | Bijz. |
| ---- | ------------------ | --------- | ----- | ----- | ----- | --------- | ----- |
| 1    | Jessica Schilder   | Nederland | 19,18 |       |       | 19,18     | Q     |
| 2    | Auriol Dongmo      | Portugal  | 18,51 |       |       | 18,51     | Q     |
| 3    | Fanny Roos         | Zweden    | 18,35 | x     | x     | 18,35     | q     |
| 4    | Sara Gambetta      | Duitsland | 17,89 | 18,26 | 18,33 | 18,33     | q     |
| 5    | Julia Ritter       | Duitsland | 17,81 | 18,05 | 17,77 | 18,05     | q, SB |
| 6    | Anita Márton       | Hongarije | 16,99 | 17,99 | 17,50 | 17,99     | q     |
| 7    | Jessica Inchude    | Portugal  | 17,92 | x     | x     | 17,92     | q     |
| 8    | Dimitriana Bezede  | Moldavië  | 16,52 | 17,00 | 17,90 | 17,90     | q, SB |
| 9    | Sara Lennman       | Zweden    | 17,82 | 17,62 | 17,79 | 17,82     |       |
| 10   | Katharina Maisch   | Duitsland | 17,44 | x     | x     | 17,44     |       |
| 11   | Benthe König       | Nederland | 16,77 | 18,60 | 17,23 | 17,23     |       |
| 12   | Eliana Bandeira    | Portugal  | x     | x     | 17,23 | 17,23     |       |
| 13   | María Belén Toimil | Spanje    | 16,26 | 16,88 | x     | 16,88     |       |
| 14   | Eveliina Rouvali   | Finland   | 15,64 | 16,24 | 16,26 | 16,26     |       |
| 15   | Jolien Boumkwo     | België    | 15,82 | 16,18 | 15,66 | 16,18     |       |
| 16   | Sopo Shatirishvili | Georgië   | 14,69 | 14,55 | 15,08 | 15,08     | SB    |

### Finale
| Rang   | Atleet            | Land      | #1    | #2    | #3    | #4    | #5    | #6    | Resultaat | Bijz. |
| ------ | ----------------- | --------- | ----- | ----- | ----- | ----- | ----- | ----- | --------- | ----- |
| Goud   | Auriol Dongmo     | Portugal  | 19,63 | 18,68 | 19,76 | x     | 19,38 | 19,62 | 19,76     | EL    |
| Zilver | Sara Gambetta     | Duitsland | 18,26 | x     | 18,20 | 18,16 | 18,83 | 18,31 | 18,83     | SB    |
| Brons  | Fanny Roos        | Zweden    | 17,50 | x     | 17,71 | 17,71 | x     | 18,42 | 18,42     |       |
| 4      | Jessica Inchude   | Portugal  | x     | 18,12 | 18,06 | 18,33 | x     | 18,29 | 18,33     |       |
| 5      | Jessica Schilder  | Nederland | 18,10 | 18,29 | x     | 18,21 | x     | x     | 18,29     |       |
| 6      | Anita Márton      | Hongarije | 16,64 | 17,82 | 18,28 | 17,68 | 17,88 | x     | 18,28     | SB    |
| 7      | Dimitriana Bezede | Moldavië  | 17,98 | x     | x     | x     | x     | x     | 17,98     | SB    |
| 8      | Julia Ritter      | Duitsland | 17,41 | 17,89 | x     | x     | x     | x     | 17,89     |       |

o geldige poging | x ongeldige poging | - poging overgeslagen | NM Geen geldig resultaat | WR Wereldrecord | CR Kampioenschapsrecord | AR Continentaal record | NR Nationaalrecord | WL Wereldleiding | EL Europese leiding | SB Beste seizoenprestatie | =SB Evenaring beste seizoenprestatie | PB Persoonlijk record | =PB Evenaring persoonlijk record